# البياضة (عفرين)
البياضة أو آغجلي (بالكردية: Agcelê‏) سابقًا هي قرية سوريّة تتبع إداريّاً لمحافظة حلب منطقة عفرين ناحية جنديرس. بلغ تعداد سكانها 610 نسمة حسب التعداد السكاني لعام 2004، و1,025 نسمة حسب قيود السجل المدني لنهاية عام 2005.